# Autocharis hedyphaes
Autocharis hedyphaes (лат.) — вид чешуекрылых насекомых из семейства огнёвок-травянок. Распространён на севере Квинсленда (Австралия). Передние крылья имаго жёлтые с прерывистой красной каймой доходящей до срединной точки, а также лиловой неровно волнистой полосой у верхнего края крыльев.